# Scott Howson
Scott Howson (* 9. April 1960 in Toronto, Ontario) ist ein ehemaliger kanadischer Eishockeyspieler und -funktionär. Von 2007 bis 2013 war er als General Manager der Columbus Blue Jackets in der National Hockey League tätig. Seit Juli 2020 ist er Präsident und CEO der American Hockey League.

## Karriere
Scott Howson begann seine Karriere als Eishockeyspieler bei den Kingston Canadians, für die er von 1978 bis 1981 in der kanadischen Juniorenliga Ontario Hockey Association sowie deren Nachfolgeliga Ontario Hockey League aktiv war. Anschließend erhielt der Angreifer am 25. August 1981 als Free Agent einen Vertrag bei den New York Islanders aus der National Hockey League.
Zunächst lief er in der Saison 1981/82 jedoch für die Toledo Goaldiggers in der International Hockey League auf, mit denen er den Turner Cup gewann. Als bester Rookie erhielt der Kanadier die Garry F. Longman Memorial Trophy, da er mit insgesamt 139 Scorerpunkten, darunter 67 Toren, in 83 Spielen maßgeblichen Anteil am Erfolg seiner Mannschaft hatte. Parallel kam er zu acht Einsätzen für die Indianapolis Checkers aus der Central Hockey League, für die er von 1982 bis 1984 ausschließlich auf dem Eis stand. Im Sommer 1984 beriefen die New York Islanders den Rechtsschützen in ihr NHL-Team, für das er in den folgenden beiden Jahren in 18 Spielen fünf Tore erzielte und drei Vorlagen gab. Den Großteil der Zeit verbrachte er allerdings in deren Farmteam aus der American Hockey League, den Springfield Indians. Im Anschluss an die Saison 1985/86 beendete er mit nur 26 Jahren bereits seine aktive Laufbahn.
Nach dem Karriereende als Eishockeyspieler arbeitete Howson als General Manager für die Farmteams der Edmonton Oilers aus der American Hockey League, die Cape Breton Oilers und Hamilton Bulldogs. Von 2002 bis 2007 war er als Assistenz-GM in Edmontons NHL-Team angestellt. Anschließend nahm er am 15. Juni 2007 den Posten als General Manager beim Ligarivalen der Oilers, den Columbus Blue Jackets, an. Nach nur einer Play-off-Teilnahme in 5 Spielzeiten wurde Howson am 12. Februar 2013 von seinen Pflichten als General Manager des Franchise entbunden.

## Erfolge und Auszeichnungen
- 1982 Turner-Cup-Gewinn mit den Toledo Goaldiggers
- 1982 Garry F. Longman Memorial Trophy
- 1983 Adams-Cup-Gewinn mit den Indianapolis Checkers